# باول بيري (لاعب كريكت)
باول بيري (21 ديسمبر 1968 - )  (بالإنجليزية: Paul Berry)‏ هو لاعب كريكت بريطاني.